# Classique mondiale de baseball 2009
Navigation
2006 2013
La Classique mondiale de baseball 2009 se tient du 5 mars 2009 au 23 mars 2009. Le premier tour a pour cadre Tokyo (Japon), Mexico (Mexique), Toronto (Canada) et San Juan (Porto Rico) tandis que les tours finaux ont lieu aux États-Unis : poules demi-finales à Miami et San Diego et finale à Los Angeles.
Le Japon conserve son titre au terme d'une compétition clairement dominée par les formations asiatiques coréenne et japonaise. Ces deux équipes se retrouvent logiquement en finale où il faut attendre la dixième manche pour assister au sacre japonais.

## Calendrier
| Premier tour 5 au 12 mars                     | Premier tour 5 au 12 mars                    | Premier tour 5 au 12 mars                          | Premier tour 5 au 12 mars                                   |
| Groupe A Tokyo Dome Tokyo (Capacité : 42 000) | Groupe B Foro Sol Mexico (Capacité : 27 940) | Groupe C Rogers Centre Toronto (Capacité : 49 539) | Groupe D Estadio Hiram Bithorn San Juan (Capacité : 18 000) |
| --------------------------------------------- | -------------------------------------------- | -------------------------------------------------- | ----------------------------------------------------------- |

| Deuxième tour 14 au 19 mars                       | Deuxième tour 14 au 19 mars                        |
| Groupe 1 PETCO Park San Diego (Capacité : 42 685) | Groupe 2 Dolphin Stadium Miami (Capacité : 38 560) |
| ------------------------------------------------- | -------------------------------------------------- |

| Tour final 21 au 23 mars                       | Tour final 21 au 23 mars                       |
| Dodger Stadium Los Angeles (Capacité : 56 000) | Dodger Stadium Los Angeles (Capacité : 56 000) |
| ---------------------------------------------- | ---------------------------------------------- |

## Composition des groupes
| Groupe A         | Groupe B            | Groupe C         | Groupe D              |
| ---------------- | ------------------- | ---------------- | --------------------- |
| Chine (14)       | Australie (10)      | Canada H (7)     | Rép. dominicaine (17) |
| Taïwan (5)       | Cuba (1)            | Italie (13)      | Pays-Bas (6)          |
| Japon H (4)      | Mexique H (8)       | États-Unis H (5) | Panama (9)            |
| Corée du Sud (3) | Afrique du Sud (20) | Venezuela (15)   | Porto Rico H (11)     |

## 1ertour
Ce tour est marqué par quelques fameuses surprises : les Pays-Bas, l'Australie et l'Italie s'imposent respectivement face à la République dominicaine (deux fois), au Mexique et au Canada. En s'imposant deux fois, les Néerlandais parviennent à passer le tour, laissant la République dominicaine à quai. Les sept autres qualifiés étaient attendus.

### Poule A
Le groupe asiatique est le seul qui ne génère pas de grosse surprise. Les favoris japonais et coréens passent le tour sans trembler. Les deux oppositions entre les qualifiés donnent lieu à un partage, une victoire chacun, mais la Corée, qui enlève le deuxième match, hérite de la place de premier du groupe.
|  | Préliminaires | Préliminaires | Préliminaires | Préliminaires |       |       | Demi-finales | Demi-finales | Demi-finales | Demi-finales |  |  | Finale | Finale | Finale | Finale |
|  |               |               |               |               |       |       |              |              |              |              |  |  |        |        |        |        |
|  |               |               |               |               |       |       |              |              |              |              |  |  |        |        |        |        |
|  |               |               |               |               |       |       |              |              |              |              |  |  |        |        |        |        |
|  | Chine         | Chine         | 0             | 0             |       |       |              |              |              |              |  |  |        |        |        |        |
|  | Chine         | Chine         | 0             | 0             |       |       |              |              |              |              |  |  |        |        |        |        |
|  | Japon         | Japon         | 4             | 4             |       |       |              |              |              |              |  |  |        |        |        |        |
|  | Japon         | Japon         | 4             | 4             | Japon | Japon | 14           | 14           |              |              |  |  |        |        |        |        |
|  |               |               |               |               | Japon | Japon | 14           | 14           |              |              |  |  |        |        |        |        |
|  |               |               | Corée du Sud  | Corée du Sud  | 2     | 2     |              |              |              |              |  |  |        |        |        |        |
|  | Taïwan        | Taïwan        | Corée du Sud  | Corée du Sud  | 2     | 2     | 0            | 0            |              |              |  |  |        |        |        |        |
|  | Taïwan        | Taïwan        |               |               |       |       |              | 0            |              |              |  |  |        |        |        |        |
|  | Corée du Sud  | Corée du Sud  | 9             | 9             |       |       |              |              |              |              |  |  |        |        |        |        |
|  | Corée du Sud  | Corée du Sud  | 9             | 9             | Japon | Japon | 0            | 0            |              |              |  |  |        |        |        |        |
|  |               |               |               |               | Japon | Japon | 0            | 0            |              |              |  |  |        |        |        |        |
|  |               |               | Corée du Sud  | Corée du Sud  | 1     | 1     |              |              |              |              |  |  |        |        |        |        |
|  |               |               |               |               | 1     | 1     |              |              |              |              |  |  |        |        |        |        |
|  |               |               |               |               |       |       |              |              |              |              |  |  |        |        |        |        |
|  |               |               |               |               |       |       |              |              |              |              |  |  |        |        |        |        |
|  | Chine         | Chine         | 0             | 0             |       |       |              |              |              |              |  |  |        |        |        |        |
|  | Chine         | Chine         | 0             | 0             |       |       |              |              |              |              |  |  |        |        |        |        |
|  |               |               | Corée du Sud  | Corée du Sud  | 14    | 14    |              |              |              |              |  |  |        |        |        |        |
|  | Chine         | Chine         | Corée du Sud  | Corée du Sud  | 14    | 14    | 4            | 4            |              |              |  |  |        |        |        |        |
|  | Chine         | Chine         |               |               |       |       |              | 4            |              |              |  |  |        |        |        |        |
|  | Taïwan        | Taïwan        | 1             | 1             |       |       |              |              |              |              |  |  |        |        |        |        |
|  | Taïwan        | Taïwan        | 1             | 1             |       |       |              |              |              |              |  |  |        |        |        |        |
|  |               |               |               |               |       |       |              |              |              |              |  |  |        |        |        |        |

| # | Nations      |
| - | ------------ |
| 1 | Corée du Sud |
| 2 | Japon H      |
| 3 | Chine        |
| 4 | Taïwan       |

| Date        | Heure locale | Visiteur     | Score    | Hôte         | Stade      | Temps de jeu | Affluence |
| ----------- | ------------ | ------------ | -------- | ------------ | ---------- | ------------ | --------- |
| 5 mars 2009 | 18:30        | Chine        | 0-4      | Japon        | Tokyo Dome | 2:55         | 43 428    |
| 6 mars 2009 | 18:30        | Taïwan       | 0-9      | Corée du Sud | Tokyo Dome | 2:48         | 12 704    |
| 7 mars 2009 | 12:30        | Taïwan       | 1-4      | Chine        | Tokyo Dome | 2:51         | 12 890    |
| 7 mars 2009 | 19:00        | Japon        | 14-2 (7) | Corée du Sud | Tokyo Dome | 2:48         | 45 640    |
| 8 mars 2009 | 18:30        | Chine        | 0-14 (7) | Corée du Sud | Tokyo Dome | 2:13         | 12 571    |
| 9 mars 2009 | 18:30        | Corée du Sud | 1-0      | Japon        | Tokyo Dome | 3:02         | 42 879    |

### Poule B
L'Australie est la sensation de ce groupe : victoire face au Mexique et courte défaite contre Cuba. Lors du deuxième match face aux Mexicains, en revanche, l'Australie sombre. Cubains et Mexicains, favoris attendus, passent le tour, mais avec de petites frayeurs face à d'inattendus Australiens. L'Afrique du Sud, de loin la plus faible équipe du tournoi, n'a rien montré.
|  | Préliminaires  | Préliminaires  | Préliminaires | Préliminaires |      |      | Demi-finales | Demi-finales | Demi-finales | Demi-finales |  |  | Finale | Finale | Finale | Finale |
|  |                |                |               |               |      |      |              |              |              |              |  |  |        |        |        |        |
|  |                |                |               |               |      |      |              |              |              |              |  |  |        |        |        |        |
|  |                |                |               |               |      |      |              |              |              |              |  |  |        |        |        |        |
|  | Afrique du Sud | Afrique du Sud | 1             | 1             |      |      |              |              |              |              |  |  |        |        |        |        |
|  | Afrique du Sud | Afrique du Sud | 1             | 1             |      |      |              |              |              |              |  |  |        |        |        |        |
|  | Cuba           | Cuba           | 8             | 8             |      |      |              |              |              |              |  |  |        |        |        |        |
|  | Cuba           | Cuba           | 8             | 8             | Cuba | Cuba | 5            | 5            |              |              |  |  |        |        |        |        |
|  |                |                |               |               | Cuba | Cuba | 5            | 5            |              |              |  |  |        |        |        |        |
|  |                |                | Australie     | Australie     | 4    | 4    |              |              |              |              |  |  |        |        |        |        |
|  | Australie      | Australie      | Australie     | Australie     | 4    | 4    | 17           | 17           |              |              |  |  |        |        |        |        |
|  | Australie      | Australie      |               |               |      |      |              | 17           |              |              |  |  |        |        |        |        |
|  | Mexique        | Mexique        | 7             | 7             |      |      |              |              |              |              |  |  |        |        |        |        |
|  | Mexique        | Mexique        | 7             | 7             | Cuba | Cuba | 16           | 16           |              |              |  |  |        |        |        |        |
|  |                |                |               |               | Cuba | Cuba | 16           | 16           |              |              |  |  |        |        |        |        |
|  |                |                | Mexique       | Mexique       | 4    | 4    |              |              |              |              |  |  |        |        |        |        |
|  |                |                |               |               | 4    | 4    |              |              |              |              |  |  |        |        |        |        |
|  |                |                |               |               |      |      |              |              |              |              |  |  |        |        |        |        |
|  |                |                |               |               |      |      |              |              |              |              |  |  |        |        |        |        |
|  | Mexique        | Mexique        | 16            | 16            |      |      |              |              |              |              |  |  |        |        |        |        |
|  | Mexique        | Mexique        | 16            | 16            |      |      |              |              |              |              |  |  |        |        |        |        |
|  |                |                | Australie     | Australie     | 1    | 1    |              |              |              |              |  |  |        |        |        |        |
|  | Afrique du Sud | Afrique du Sud | Australie     | Australie     | 1    | 1    | 3            | 3            |              |              |  |  |        |        |        |        |
|  | Afrique du Sud | Afrique du Sud |               |               |      |      |              | 3            |              |              |  |  |        |        |        |        |
|  | Mexique        | Mexique        | 14            | 14            |      |      |              |              |              |              |  |  |        |        |        |        |
|  | Mexique        | Mexique        | 14            | 14            |      |      |              |              |              |              |  |  |        |        |        |        |
|  |                |                |               |               |      |      |              |              |              |              |  |  |        |        |        |        |

| # | Nations        |
| - | -------------- |
| 1 | Cuba           |
| 2 | Mexique H      |
| 3 | Australie      |
| 4 | Afrique du Sud |

| Date         | Heure locale | Visiteur       | Score    | Hôte           | Stade    | Temps de jeu | Affluence |
| ------------ | ------------ | -------------- | -------- | -------------- | -------- | ------------ | --------- |
| 8 mars 2009  | 12:00        | Afrique du Sud | 1-8      | Cuba           | Foro Sol | 2:37         | 11 270    |
| 8 mars 2009  | 19:00        | Australie      | 17-7 (8) | Mexique        | Foro Sol | 3:43         | 20 821    |
| 9 mars 2009  | 20:00        | Mexique        | 14-3     | Afrique du Sud | Foro Sol | 3:33         | 10 311    |
| 10 mars 2009 | 20:00        | Cuba           | 5-4      | Australie      | Foro Sol | 3:29         | 13 396    |
| 11 mars 2009 | 20:00        | Mexique        | 16-1 (6) | Australie      | Foro Sol | 2:31         | 16 718    |
| 12 mars 2009 | 19:00        | Mexique        | 4-16 (7) | Cuba           | Foro Sol | 3:33         | 20 149    |

### Poule C
Après avoir bien résisté contre les aux États-Unis lors du premier match, le Canada est éliminé de la compétition à la surprise générale par l'Italie (6-2). Cette victoire italienne ne permet toutefois pas aux Azzurri de passer le tour en raison de deux lourdes défaites face au Venezuela.
|  | Préliminaires | Préliminaires | Préliminaires | Préliminaires |            |            | Demi-finales | Demi-finales | Demi-finales | Demi-finales |  |  | Finale | Finale | Finale | Finale |
|  |               |               |               |               |            |            |              |              |              |              |  |  |        |        |        |        |
|  |               |               |               |               |            |            |              |              |              |              |  |  |        |        |        |        |
|  |               |               |               |               |            |            |              |              |              |              |  |  |        |        |        |        |
|  | Canada        | Canada        | 5             | 5             |            |            |              |              |              |              |  |  |        |        |        |        |
|  | Canada        | Canada        | 5             | 5             |            |            |              |              |              |              |  |  |        |        |        |        |
|  | États-Unis    | États-Unis    | 6             | 6             |            |            |              |              |              |              |  |  |        |        |        |        |
|  | États-Unis    | États-Unis    | 6             | 6             | États-Unis | États-Unis | 15           | 15           |              |              |  |  |        |        |        |        |
|  |               |               |               |               | États-Unis | États-Unis | 15           | 15           |              |              |  |  |        |        |        |        |
|  |               |               | Venezuela     | Venezuela     | 6          | 6          |              |              |              |              |  |  |        |        |        |        |
|  | Italie        | Italie        | Venezuela     | Venezuela     | 6          | 6          | 0            | 0            |              |              |  |  |        |        |        |        |
|  | Italie        | Italie        |               |               |            |            |              | 0            |              |              |  |  |        |        |        |        |
|  | Venezuela     | Venezuela     | 7             | 7             |            |            |              |              |              |              |  |  |        |        |        |        |
|  | Venezuela     | Venezuela     | 7             | 7             | États-Unis | États-Unis | 3            | 3            |              |              |  |  |        |        |        |        |
|  |               |               |               |               | États-Unis | États-Unis | 3            | 3            |              |              |  |  |        |        |        |        |
|  |               |               | Venezuela     | Venezuela     | 5          | 5          |              |              |              |              |  |  |        |        |        |        |
|  |               |               |               |               | 5          | 5          |              |              |              |              |  |  |        |        |        |        |
|  |               |               |               |               |            |            |              |              |              |              |  |  |        |        |        |        |
|  |               |               |               |               |            |            |              |              |              |              |  |  |        |        |        |        |
|  | Italie        | Italie        | 1             | 1             |            |            |              |              |              |              |  |  |        |        |        |        |
|  | Italie        | Italie        | 1             | 1             |            |            |              |              |              |              |  |  |        |        |        |        |
|  |               |               | Venezuela     | Venezuela     | 10         | 10         |              |              |              |              |  |  |        |        |        |        |
|  | Canada        | Canada        | Venezuela     | Venezuela     | 10         | 10         | 2            | 2            |              |              |  |  |        |        |        |        |
|  | Canada        | Canada        |               |               |            |            |              | 2            |              |              |  |  |        |        |        |        |
|  | Italie        | Italie        | 6             | 6             |            |            |              |              |              |              |  |  |        |        |        |        |
|  | Italie        | Italie        | 6             | 6             |            |            |              |              |              |              |  |  |        |        |        |        |
|  |               |               |               |               |            |            |              |              |              |              |  |  |        |        |        |        |

| # | Nations    |
| - | ---------- |
| 1 | Venezuela  |
| 2 | États-Unis |
| 3 | Italie     |
| 4 | Canada H   |

| Date         | Heure locale | Visiteur   | Score | Hôte       | Stade         | Temps de jeu | Affluence |
| ------------ | ------------ | ---------- | ----- | ---------- | ------------- | ------------ | --------- |
| 7 mars 2009  | 14:00        | Canada     | 5-6   | États-Unis | Rogers Centre | 2:55         | 42 314    |
| 7 mars 2009  | 20:00        | Italie     | 0-7   | Venezuela  | Rogers Centre | 3:00         | 13 272    |
| 8 mars 2009  | 20:00        | États-Unis | 15-6  | Venezuela  | Rogers Centre | 3:39         | 13 094    |
| 9 mars 2009  | 18:30        | Italie     | 6-2   | Canada     | Rogers Centre | 3:36         | 12 411    |
| 10 mars 2009 | 17:00        | Italie     | 1-10  | Venezuela  | Rogers Centre | 3:04         | 10 450    |
| 11 mars 2009 | 18:30        | Venezuela  | 5-3   | États-Unis | Rogers Centre | 3:08         | 12 358    |

### Poule D
Annoncée comme l'épouvantail de la compétition, la République dominicaine s'est laissé surprendre par une vaillante formation des Pays-Bas qui signe la plus grosse surprise de l'histoire de la jeune compétition. Les Néerlandais inscrivent trois points en première manche en profitant notamment d'une erreur du deuxième base dominicain. Ils parviennent ensuite à contenir les Dominicains qui obtiennent huit coups sûrs pour deux points.
Battus par Porto Rico lors du deuxième match, les Pays-Bas retrouvent la République dominicaine lors du troisième match, décisif pour accéder au tour suivant. Les Pays-Bas, toujours très sérieux en défense, parviennent à tenir en échec l'armada dominicaine pendant 10 manches. Les Dominicains pensent avoir fait le plus difficile en ouvrant la marque en haut de 11e manche, mais face à l'un des meilleurs lanceurs de relève de la MLB, les Néerlandais ont envoyé trois coureurs sur base pour deux points en bas de manche pour remporter la partie.
|  | Préliminaires    | Préliminaires    | Préliminaires | Préliminaires |            |            | Demi-finales | Demi-finales | Demi-finales | Demi-finales |  |  | Finale | Finale | Finale | Finale |
|  |                  |                  |               |               |            |            |              |              |              |              |  |  |        |        |        |        |
|  |                  |                  |               |               |            |            |              |              |              |              |  |  |        |        |        |        |
|  |                  |                  |               |               |            |            |              |              |              |              |  |  |        |        |        |        |
|  | Pays-Bas         | Pays-Bas         | 3             | 3             |            |            |              |              |              |              |  |  |        |        |        |        |
|  | Pays-Bas         | Pays-Bas         | 3             | 3             |            |            |              |              |              |              |  |  |        |        |        |        |
|  | Rép. dominicaine | Rép. dominicaine | 2             | 2             |            |            |              |              |              |              |  |  |        |        |        |        |
|  | Rép. dominicaine | Rép. dominicaine | 2             | 2             | Pays-Bas   | Pays-Bas   | 1            | 1            |              |              |  |  |        |        |        |        |
|  |                  |                  |               |               | Pays-Bas   | Pays-Bas   | 1            | 1            |              |              |  |  |        |        |        |        |
|  |                  |                  | Porto Rico    | Porto Rico    | 3          | 3          |              |              |              |              |  |  |        |        |        |        |
|  | Panama           | Panama           | Porto Rico    | Porto Rico    | 3          | 3          | 0            | 0            |              |              |  |  |        |        |        |        |
|  | Panama           | Panama           |               |               |            |            |              | 0            |              |              |  |  |        |        |        |        |
|  | Porto Rico       | Porto Rico       | 7             | 7             |            |            |              |              |              |              |  |  |        |        |        |        |
|  | Porto Rico       | Porto Rico       | 7             | 7             | Porto Rico | Porto Rico | 5            | 5            |              |              |  |  |        |        |        |        |
|  |                  |                  |               |               | Porto Rico | Porto Rico | 5            | 5            |              |              |  |  |        |        |        |        |
|  |                  |                  | Pays-Bas      | Pays-Bas      | 0          | 0          |              |              |              |              |  |  |        |        |        |        |
|  |                  |                  |               |               | 0          | 0          |              |              |              |              |  |  |        |        |        |        |
|  |                  |                  |               |               |            |            |              |              |              |              |  |  |        |        |        |        |
|  |                  |                  |               |               |            |            |              |              |              |              |  |  |        |        |        |        |
|  | Rép. dominicaine | Rép. dominicaine | 1             | 1             |            |            |              |              |              |              |  |  |        |        |        |        |
|  | Rép. dominicaine | Rép. dominicaine | 1             | 1             |            |            |              |              |              |              |  |  |        |        |        |        |
|  |                  |                  | Pays-Bas      | Pays-Bas      | 2          | 2          |              |              |              |              |  |  |        |        |        |        |
|  | Rép. dominicaine | Rép. dominicaine | Pays-Bas      | Pays-Bas      | 2          | 2          | 9            | 9            |              |              |  |  |        |        |        |        |
|  | Rép. dominicaine | Rép. dominicaine |               |               |            |            |              | 9            |              |              |  |  |        |        |        |        |
|  | Panama           | Panama           | 0             | 0             |            |            |              |              |              |              |  |  |        |        |        |        |
|  | Panama           | Panama           | 0             | 0             |            |            |              |              |              |              |  |  |        |        |        |        |
|  |                  |                  |               |               |            |            |              |              |              |              |  |  |        |        |        |        |

| # | Nations          |
| - | ---------------- |
| 1 | Porto Rico H     |
| 2 | Pays-Bas         |
| 3 | Rép. dominicaine |
| 4 | Panama           |

| Date         | Heure locale | Visiteur         | Score    | Hôte             | Stade                 | Temps de jeu | Affluence |
| ------------ | ------------ | ---------------- | -------- | ---------------- | --------------------- | ------------ | --------- |
| 7 mars 2009  | 12:00        | Pays-Bas         | 3-2      | Rép. dominicaine | Hiram Bithorn Stadium | 3:01         | 9 335     |
| 7 mars 2009  | 18:00        | Panama           | 0-7      | Porto Rico       | Hiram Bithorn Stadium | 2:57         | 17 348    |
| 8 mars 2009  | 16:30        | Panama           | 0-9      | Rép. dominicaine | Hiram Bithorn Stadium | 2:46         | 9 221     |
| 9 mars 2009  | 18:30        | Pays-Bas         | 1-3      | Porto Rico       | Hiram Bithorn Stadium | 3:11         | 19 479    |
| 10 mars 2009 | 18:30        | Rép. dominicaine | 1-2 (11) | Pays-Bas         | Hiram Bithorn Stadium | 3:38         | 11 814    |
| 11 mars 2009 | 17:30        | Pays-Bas         | 0-5      | Porto Rico       | Hiram Bithorn Stadium | 2:55         | 19 501    |

## 2etour

### Poule 1
|  | Préliminaires | Préliminaires | Préliminaires | Préliminaires |              |              | Demi-finales | Demi-finales | Demi-finales | Demi-finales |  |  | Finale | Finale | Finale | Finale |
|  |               |               |               |               |              |              |              |              |              |              |  |  |        |        |        |        |
|  |               |               |               |               |              |              |              |              |              |              |  |  |        |        |        |        |
|  |               |               |               |               |              |              |              |              |              |              |  |  |        |        |        |        |
|  | Japon         | Japon         | 6             | 6             |              |              |              |              |              |              |  |  |        |        |        |        |
|  | Japon         | Japon         | 6             | 6             |              |              |              |              |              |              |  |  |        |        |        |        |
|  | Cuba          | Cuba          | 0             | 0             |              |              |              |              |              |              |  |  |        |        |        |        |
|  | Cuba          | Cuba          | 0             | 0             | Japon        | Japon        | 1            | 1            |              |              |  |  |        |        |        |        |
|  |               |               |               |               | Japon        | Japon        | 1            | 1            |              |              |  |  |        |        |        |        |
|  |               |               | Corée du Sud  | Corée du Sud  | 4            | 4            |              |              |              |              |  |  |        |        |        |        |
|  | Mexique       | Mexique       | Corée du Sud  | Corée du Sud  | 4            | 4            | 2            | 2            |              |              |  |  |        |        |        |        |
|  | Mexique       | Mexique       |               |               |              |              |              | 2            |              |              |  |  |        |        |        |        |
|  | Corée du Sud  | Corée du Sud  | 8             | 8             |              |              |              |              |              |              |  |  |        |        |        |        |
|  | Corée du Sud  | Corée du Sud  | 8             | 8             | Corée du Sud | Corée du Sud | 2            | 2            |              |              |  |  |        |        |        |        |
|  |               |               |               |               | Corée du Sud | Corée du Sud | 2            | 2            |              |              |  |  |        |        |        |        |
|  |               |               | Japon         | Japon         | 6            | 6            |              |              |              |              |  |  |        |        |        |        |
|  |               |               |               |               | 6            | 6            |              |              |              |              |  |  |        |        |        |        |
|  |               |               |               |               |              |              |              |              |              |              |  |  |        |        |        |        |
|  |               |               |               |               |              |              |              |              |              |              |  |  |        |        |        |        |
|  | Cuba          | Cuba          | 0             | 0             |              |              |              |              |              |              |  |  |        |        |        |        |
|  | Cuba          | Cuba          | 0             | 0             |              |              |              |              |              |              |  |  |        |        |        |        |
|  |               |               | Japon         | Japon         | 5            | 5            |              |              |              |              |  |  |        |        |        |        |
|  | Cuba          | Cuba          | Japon         | Japon         | 5            | 5            | 7            | 7            |              |              |  |  |        |        |        |        |
|  | Cuba          | Cuba          |               |               |              |              |              | 7            |              |              |  |  |        |        |        |        |
|  | Mexique       | Mexique       | 4             | 4             |              |              |              |              |              |              |  |  |        |        |        |        |
|  | Mexique       | Mexique       | 4             | 4             |              |              |              |              |              |              |  |  |        |        |        |        |
|  |               |               |               |               |              |              |              |              |              |              |  |  |        |        |        |        |

| # | Nations      |
| - | ------------ |
| 1 | Japon        |
| 2 | Corée du Sud |
| 3 | Cuba         |
| 4 | Mexique      |

| Date         | Heure locale | Visiteur | Score | Hôte         | Stade      | Temps de jeu | Affluence |
| ------------ | ------------ | -------- | ----- | ------------ | ---------- | ------------ | --------- |
| 15 mars 2009 | 13:00        | Japon    | 6-0   | Cuba         | Petco Park | 3:33         | 20 179    |
| 15 mars 2009 | 20:00        | Mexique  | 2-8   | Corée du Sud | Petco Park | 3:43         | 22 337    |
| 16 mars 2009 | 20:00        | Cuba     | 7-4   | Mexique      | Petco Park | 3:09         | 9 329     |
| 17 mars 2009 | 20:00        | Japon    | 1-4   | Corée du Sud | Petco Park | 3:21         | 15 332    |
| 18 mars 2009 | 20:00        | Japon    | 5-0   | Cuba         | Petco Park | 3:26         | 9 774     |
| 19 mars 2009 | 18:00        | Japon    | 6-2   | Corée du Sud | Petco Park | 3:42         | 14 832    |

### Poule 2
|  | Préliminaires | Préliminaires | Préliminaires | Préliminaires |           |           | Demi-finales | Demi-finales | Demi-finales | Demi-finales |  |  | Finale | Finale | Finale | Finale |
|  |               |               |               |               |           |           |              |              |              |              |  |  |        |        |        |        |
|  |               |               |               |               |           |           |              |              |              |              |  |  |        |        |        |        |
|  |               |               |               |               |           |           |              |              |              |              |  |  |        |        |        |        |
|  | Pays-Bas      | Pays-Bas      | 1             | 1             |           |           |              |              |              |              |  |  |        |        |        |        |
|  | Pays-Bas      | Pays-Bas      | 1             | 1             |           |           |              |              |              |              |  |  |        |        |        |        |
|  | Venezuela     | Venezuela     | 3             | 3             |           |           |              |              |              |              |  |  |        |        |        |        |
|  | Venezuela     | Venezuela     | 3             | 3             | Venezuela | Venezuela | 2            | 2            |              |              |  |  |        |        |        |        |
|  |               |               |               |               | Venezuela | Venezuela | 2            | 2            |              |              |  |  |        |        |        |        |
|  |               |               | Porto Rico    | Porto Rico    | 0         | 0         |              |              |              |              |  |  |        |        |        |        |
|  | États-Unis    | États-Unis    | Porto Rico    | Porto Rico    | 0         | 0         | 1            | 1            |              |              |  |  |        |        |        |        |
|  | États-Unis    | États-Unis    |               |               |           |           |              | 1            |              |              |  |  |        |        |        |        |
|  | Porto Rico    | Porto Rico    | 11            | 11            |           |           |              |              |              |              |  |  |        |        |        |        |
|  | Porto Rico    | Porto Rico    | 11            | 11            | Venezuela | Venezuela | 10           | 10           |              |              |  |  |        |        |        |        |
|  |               |               |               |               | Venezuela | Venezuela | 10           | 10           |              |              |  |  |        |        |        |        |
|  |               |               | États-Unis    | États-Unis    | 6         | 6         |              |              |              |              |  |  |        |        |        |        |
|  |               |               |               |               | 6         | 6         |              |              |              |              |  |  |        |        |        |        |
|  |               |               |               |               |           |           |              |              |              |              |  |  |        |        |        |        |
|  |               |               |               |               |           |           |              |              |              |              |  |  |        |        |        |        |
|  | États-Unis    | États-Unis    | 6             | 6             |           |           |              |              |              |              |  |  |        |        |        |        |
|  | États-Unis    | États-Unis    | 6             | 6             |           |           |              |              |              |              |  |  |        |        |        |        |
|  |               |               | Porto Rico    | Porto Rico    | 5         | 5         |              |              |              |              |  |  |        |        |        |        |
|  | Pays-Bas      | Pays-Bas      | Porto Rico    | Porto Rico    | 5         | 5         | 3            | 3            |              |              |  |  |        |        |        |        |
|  | Pays-Bas      | Pays-Bas      |               |               |           |           |              | 3            |              |              |  |  |        |        |        |        |
|  | États-Unis    | États-Unis    | 9             | 9             |           |           |              |              |              |              |  |  |        |        |        |        |
|  | États-Unis    | États-Unis    | 9             | 9             |           |           |              |              |              |              |  |  |        |        |        |        |
|  |               |               |               |               |           |           |              |              |              |              |  |  |        |        |        |        |

| # | Nations      |
| - | ------------ |
| 1 | Venezuela    |
| 2 | États-Unis H |
| 3 | Porto Rico   |
| 4 | Pays-Bas     |

| Date         | Heure locale | Visiteur   | Score    | Hôte       | Stade           | Temps de jeu | Affluence |
| ------------ | ------------ | ---------- | -------- | ---------- | --------------- | ------------ | --------- |
| 14 mars 2009 | 13:00        | Pays-Bas   | 1-3      | Venezuela  | Dolphin Stadium | 2:22         | 17 345    |
| 14 mars 2009 | 20:00        | États-Unis | 1-11 (7) | Porto Rico | Dolphin Stadium | 2:15         | 30 595    |
| 15 mars 2009 | 19:30        | Pays-Bas   | 3-9      | États-Unis | Dolphin Stadium | 3:14         | 11 059    |
| 16 mars 2009 | 20:00        | Venezuela  | 2-0      | Porto Rico | Dolphin Stadium | 3:23         | 25 599    |
| 17 mars 2009 | 19:00        | Porto Rico | 5-6      | États-Unis | Dolphin Stadium | 3:54         | 13 224    |
| 18 mars 2009 | 19:00        | États-Unis | 6-10     | Venezuela  | Dolphin Stadium | 3:32         | 16 575    |

## Phase finale
|  | Demi-finales | Demi-finales | Demi-finales | Demi-finales |              |              | Finale | Finale | Finale | Finale |
|  |              |              |              |              |              |              |        |        |        |        |
|  |              |              |              |              |              |              |        |        |        |        |
|  | Corée du Sud | Corée du Sud | 10           | 10           |              |              |        |        |        |        |
|  | Corée du Sud | Corée du Sud | 10           | 10           |              |              |        |        |        |        |
|  | Venezuela    | Venezuela    | 2            | 2            |              |              |        |        |        |        |
|  | Venezuela    | Venezuela    | 2            | 2            | Corée du Sud | Corée du Sud | 3      | 3      |        |        |
|  |              |              |              |              | Corée du Sud | Corée du Sud | 3      | 3      |        |        |
|  |              |              | Japon        | Japon        | 5            | 5            |        |        |        |        |
|  | États-Unis   | États-Unis   | Japon        | Japon        | 5            | 5            | 4      | 4      |        |        |
|  | États-Unis   | États-Unis   |              |              |              |              |        | 4      |        |        |
|  | Japon        | Japon        | 9            | 9            |              |              |        |        |        |        |
|  | Japon        | Japon        | 9            | 9            |              |              |        |        |        |        |

### Demi-finale
| Corée du Sud | 5 | 2 | 0 | 1 | 0 | 2 | 0 | 0 | 0 | 10 | 10 | 1 |
| Venezuela | 0 | 0 | 1 | 0 | 0 | 0 | 1 | 0 | 0 | 2  | 9  | 5 |
| Lanceurs partants : KOR : Yoon Suk-min VEN : Carlos Silva Vic. : Yoon Suk-min (2-0) Déf. : Carlos Silva (1-1) HRs : KOR : Choo Shin-soo (1), Kim Tae-kyun (1) VEN : Carlos Guillén (1) |   |   |   |   |   |   |   |   |   |    |    |   |

| États-Unis | 1 | 0 | 1 | 0 | 0 | 0 | 0 | 2 | 0 | 4 | 9  | 3 |
| Japon | 0 | 1 | 0 | 5 | 0 | 0 | 0 | 3 | X | 9 | 10 | 1 |
| Lanceurs partants : USA : Roy Oswalt JPN : Daisuke Matsuzaka Vic. : Daisuke Matsuzaka (3-0) Déf. : Roy Oswalt (1-1) HRs : USA : Brian Roberts (1) |   |   |   |   |   |   |   |   |   |   |    |   |

### Finale
| Japon | 0 | 0 | 1 | 0 | 0 | 0 | 1 | 1 | 0 | 2 | 5 | 15 | 0 |
| Corée du Sud | 0 | 0 | 0 | 0 | 1 | 0 | 1 | 1 | 1 | 0 | 3 | 5  | 1 |
| Lanceurs partants : JPN : Yu Darvish KOR : Lim Chang-yong Vic. : Yu Darvish (2-1) Déf. : Lim Chang-yong (0-1) HRs: KOR : Choo Shin-soo (1) |   |   |   |   |   |   |   |   |   |   |   |    |   |

| Champion du monde - Classique mondiale 2009 Japon 2e titre |

## Classement final
| Place              | Équipe           | Parcours    |
| ------------------ | ---------------- | ----------- |
| Médaille d'or      | Japon            | Vainqueur   |
| Médaille d'argent  | Corée du Sud     | Finaliste   |
| Médaille de bronze | Venezuela        | Demi-finale |
| 4                  | États-Unis       | Demi-finale |
| 5                  | Porto Rico       | 2e tour     |
| 6                  | Cuba             | 2e tour     |
| 7                  | Pays-Bas         | 2e tour     |
| 8                  | Mexique          | 2e tour     |
| 9                  | Rép. dominicaine | 1er tour    |
| 10                 | Italie           | 1er tour    |
| 11                 | Chine            | 1er tour    |
| 12                 | Australie        | 1er tour    |
| 13                 | Canada           | 1er tour    |
| 14                 | Taïwan           | 1er tour    |
| 15                 | Panama           | 1er tour    |
| 16                 | Afrique du Sud   | 1er tour    |